# Dibranchus nasutus
Dibranchus nasutus är en fiskart som beskrevs av Alcock, 1891. Dibranchus nasutus ingår i släktet Dibranchus och familjen Ogcocephalidae. Inga underarter finns listade i Catalogue of Life.